# Acaimo
Acaimo o Acaymo (Tenerife, siglo XV-¿?) fue un aborigen guanche de la isla de Tenerife −Canarias, mencey de Tacoronte en tiempos de la conquista europea de la isla a finales del xv.

## Antroponimia
El primer autor que da el nombre de Acaimo para el mencey de Tacoronte es Antonio de Viana en su poema Antigüedades de las Islas Afortunadas, indicando en algunos versos que su nombre completo era Acaymo Daniaga. Sin embargo, los historiadores modernos consideran que Viana utilizó el nombre que Fray Alonso de Espinosa y Leonardo Torriani dan al primer soberano de Güímar.
Para el filólogo Juan Álvarez Delgado el antropónimo podría traducirse por 'negro', 'moreno', mientras que para el también filólogo Ignacio Reyes el término valdría como 'disminuido', 'encogido' desde una forma primaria a-kăyəm.
El investigador Dominik Wölfel propone como paralelo en las lenguas bereberes del norte de África ḡaim, 'quedarse'.
Aparece en las documentación también con las variantes gráficas Acaime y Acaymo.

### Nombre cristiano
No se sabe el nombre que tomó Acaimo como cristiano al bautizarse en 1496, creyendo algunos autores como José de Viera y Clavijo que fue el conocido don Fernando Tacoronte, guanche de la época que se integró en la nueva sociedad isleña.

## Biografía

### Familia y descendencia
Acaimo descendía del primer mencey de Tacoronte, llamado Rumen por Juan Núñez de la Peña, quien durante el reparto de la isla tras la muerte de su padre Tinerfe el Grande a finales del siglo xiv se hizo con este territorio. Sin embargo, para el estudioso Juan Álvarez Delgado, Acaimo era hijo de Aniaga, nombre que descubre en el apelativo completo del mencey, Acaimo Daniaga. Para este autor, Aniaga se había casado con una hermana de Acaimo de Güímar (tía de Añaterve), y por ello dio el mismo nombre a su hijo.
Por otro lado, Viana también menciona a un hermano del mencey, de nombre Badenol, que fue muerto en la segunda batalla de Acentejo, y se refiere a Acaimo de Tacoronte como sobrino del mencey Beneharo. Para Álvarez Delgado, Hañagua, esposa del mencey Bencomo, era también hermana del mencey de Tacoronte. No obstante, no existen más fuentes al respecto.
Sí se sabe, sin embargo, de algunos guanches que se integraron en la nueva sociedad y que tomaron, como cristianos, el apellido Tacoronte, pudiendo estar emparentados con el mencey. Algunos fueron el referido don Fernando Tacoronte, personaje recurrente en la documentación de la época casado con María Fernández de Güímar; Francisco de Tacoronte, casado con Leonor Alonso y suegro de Diego Díaz, hijo del mencey Pelinor; Francisca Tacoronte, segunda esposa del conquistador Gonzalo del Castillo, y el primo de esta, don Pedro de Tacoronte.
De estos personajes descienden las personas que poseen el apellido Tacoronte.

### Antes de la conquista castellana
Según Antonio de Viana, Acaimo y Beneharo, menceyes de Tacoronte y Anaga, habían estado en guerra con el mencey Bencomo de Taoro durante más de treinta años a causa de haberse casado este con Hañagua, a quien también habían pretendido los menceyes de Tacoronte y Anaga, haciendo las paces poco antes de la llegada del ejército conquistador al mando de Alonso Fernández de Lugo en 1494.

### Conquista de Tenerife
Durante la conquista, Acaimo se confederó con el mencey Bencomo para rechazar la invasión, participando activamente en los enfrentamientos sucesivos, algunos de los cuales tuvieron lugar en su propio territorio —matanza de Acentejo—. Finalmente, en la primavera de 1496 tras las sucesivas derrotas y la pérdida de los principales menceyes guanches Bencomo, Tinguaro y Bentor, Acaimo rindió su menceyato a Alonso Fernández de Lugo en el acto de sumisión conocido como Paz de Los Realejos. Nos cuenta Viera y Clavijo que «Durante el largo tiempo de la conquista no soltó Acaymo las armas de la mano, ni se desvió un punto del plan de operaciones que Benchomo y los otros príncipes de la liga, le habían trazado. Así, rindiéndose solamente cuando se rindieron los demás, tuvo la gloria de presentarse al vencedor con un muslo traspasado de una ballesta y su lanza bañada en la sangre enemiga». Poco después fue llevado a la península ibérica por el capitán conquistador junto a otros seis menceyes para ser presentados en la corte de los Reyes Católicos.
No se conocen más datos sobre su destino, creyendo algunos historiadores que podría haber sido hecho esclavo al haber pertenecido a un bando de guerra, mientras que otros creen que, bajo el amparo de los reyes, pudo quedar en libertad y bajo tutela, aunque lejos de la isla. También cabe la posibilidad que fuera el mencey que los Reyes Católicos regalaron a la república de Venecia en 1496.